# Hashim Thaçi
Hashim Thaçi (Skënderaj, 24 aprile 1968) è un politico e militare kosovaro, presidente del Kosovo dal 7 aprile 2016 al 5 novembre 2020, giorno in cui si è dimesso per essere arrestato e processato con accuse di crimini di guerra e contro l'umanità presso il Tribunale speciale dell'Aia, chiamato a giudicare gli ex paramilitari dell'UÇK accusati di reati.

## Biografia

### Primi anni ed educazione
Hashim Thaçi nacque il 24 aprile 1968 a Skënderaj, nell'allora Provincia Socialista Autonoma del Kosovo. All'università di Pristina studiò storia e filosofia. Durante gli anni universitari Thaçi era il leader e il primo studente presidente della Università Albanese di Pristina che si staccò nel 1989 (e si organizzò nel 1990) dall'università principale a causa delle proteste degli albanesi del Kosovo contro la decisione di Milošević di togliere l'autonomia alla provincia kosovara.
Nel 1993 Thaçi entrò nei gruppi politici albanesi in Svizzera dove proseguì anche gli studi post laurea in storia e relazioni internazionali all'Università di Zurigo. Qui divenne uno dei fondatori del Movimento Popolare del Kosovo (LPK), un partito marxista-leninista, dedito al nazionalismo albanese.
Nel 1993 Thaçi divenne un membro dell'Esercito di Liberazione del Kosovo. Thaçi (il cui nome di guerra era "Gjarpëri", il serpente) era responsabile per garantire i mezzi finanziari, gli armamenti e le reclute da addestrare in Albania e spostare poi in Kosovo. Nel 1997 venne processato e condannato in contumacia dalla autorità serbe a Pristina per atti di terrorismo associati con la sua attività nell'UCK. Nel marzo 1999 partecipò ai negoziati di Rambouillet come leader dei kosovari albanesi. Thaçi venne percepito dai leader occidentali come la "voce della ragione" all'interno del UÇK: la sua presenza ai negoziati ha dimostrato la volontà di accettare l'autonomia del Kosovo all'interno della Serbia in un momento in cui altri leader dei ribelli respinsero qualsiasi altra soluzione al di fuori dell'indipendenza nazionale. Thaçi emerse dall'accordo finale come il leader della fazione più forte all'interno dell'UCK. Durante la guerra del Kosovo fu uno dei più importanti comandanti della milizia albanese. Dopo il conflitto si mosse rapidamente per consolidare il potere, si nominò unilateralmente Primo ministro di un governo provvisorio e avrebbe ordinato l'uccisione dei leader di fazioni armate rivali.

### Vittoria elettorale e dichiarazione d'indipendenza
Le elezioni kosovare si tennero il 17 novembre 2007. Dopo lo scrutinio del 90% dei voti, Thaçi dichiarò la vittoria del Partito Democratico del Kosovo con il 34% dei voti. Egli manifestò la sua intenzione di dichiarare l'indipendenza, senza ritardi, il 10 dicembre, la data fissata dalle Nazioni Unite al termine dei negoziati con la Serbia. L'affluenza alle urne fu particolarmente bassa, il 40%, con la maggior parte dei serbi che si rifiutarono di votare.
Il 19 ottobre 2007, diversi ministri degli esteri dell'Unione Europea avvertirono Thaçi ed i suoi alleati di non dichiarare anticipatamente l'indipendenza senza consultazioni. Il lussemburghese Jean Asselborn e lo svedese Carl Bildt esortarono il PDK a non compiere manovre affrettate, mentre il responsabile della politica estera europea Javier Solana sottolineò l'importanza di una adeguata preparazione prima della indipendenza. Dopo i colloqui di Londra sul Kosovo del 19 novembre 2007, il Ministro per l'Europa del Regno Unito Jim Murphi disse che l'indipendenza senza politica estera potrebbe isolare la provincia.
Hashim Thaçi venne designato Primo ministro l'11 dicembre 2007 dal presidente kosovaro Fatmir Sejdiu e disse che avrebbe formato un governo "il prima possibile". Il PDK di Thaçi formò una coalizione con la Lega Democratica del Kosovo denominata "Alleanza per il Nuovo Kosovo". I due partiti insieme controllavano 75 seggi su 120 dell'Assemblea del Kosovo. Il 9 gennaio 2008, Hashim Thaçi venne eletto Primo ministro con 85 voti favorevoli e 22 contrari. In quella occasione egli mostrò la sua decisione di raggiungere l'indipendenza nella prima metà del 2008. Il 16 febbraio Thaçi disse che il giorno dopo poteva essere la chiave per "attuare la volontà dei cittadini del Kosovo", difatti il 17 febbraio 2008 il Primo ministro dichiarò l'indipendenza dalla Serbia.
Il 6 giugno 2008 due uomini armati tentarono, senza riuscirvi, di assassinare Thaçi nella sua casa di Pristina.

### Controversie e accuse di crimini

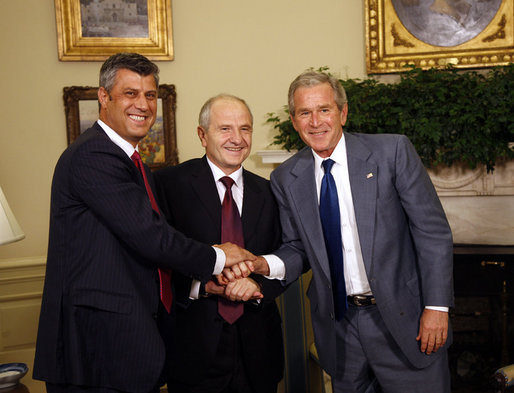
Thaçi, Fatmir Sejdiu e Bush durante un incontro

Durante il periodo nel quale fu a capo dell'UÇK, l'organizzazione - secondo quanto indicato dal Washington Times - si finanziava prevalentemente attraverso il controllo di buona parte del traffico di eroina e cocaina verso l'Europa occidentale.
Sebbene l'UÇK sia stato ufficialmente sciolto alla fine del conflitto nel 1999, dalle sue ceneri venne fatto sorgere un corpo armato denominato KPC "Kosovo Protecion Corp" o TMK  Trupat e Mbrojtjes së Kosovës che era stato pensato come una sorta di corpo di Protezione civile e con comandante Akim Ceku ex generale UCK, ed era essenzialmente composto da guerriglieri dell'UÇK e successivamente smantellato a favore della costituzione della KSF (KOSOVO SECURITY FORCE), mentre il cosiddetto "Partito Democratico del Kosovo" (PDK) fu formato in gran parte riciclando alla sua testa la leadership politica dell'UÇK. Il monopolio della forza ottenuto attraverso la trasformazione dell'UÇK in KPF fu immediatamente usato dal neonato PDK per conquistare il controllo politico di quasi tutti i posti chiave di governo a livello municipale in Kosovo e per minacciare il partito moderato e pacifista di Ibrahim Rugova.
Il Partito Democratico del Kosovo di Thaçi ha impiegato regolarmente la violenza quale mezzo di intimidazione dei rivali politici al fine di mantenere il potere e proteggere organizzazioni ed attività criminali ad esso funzionali che dipendevano dalla complicità delle autorità locali per prosperare nel malaffare.
Thaçi in particolare è visto come l'elemento centrale delle attività criminali condotte dal Kosovo Protection Force, che si occupava di estorcere denaro agli uomini d'affari sotto forma di supposte "tasse" per il "governo" autonominato da Thaçi stesso: in altre parole, si tratta di raccolta del pizzo effettuata con metodi mafiosi.
L'immagine smaccatamente corrotta e criminale del Partito Democratico del Kosovo condusse alla sua sconfitta nelle prime elezioni tenute in Kosovo dopo la guerra, nel 2001.
Thaçi è inoltre noto per aver controllato sino al 15% del contrabbando di armi, auto rubate, petrolio ed esseri umani, nonché per lo sfruttamento della prostituzione in Kosovo, e di essere in connessione con altre imprese mafiose estere.
Il 18 febbraio 2008 è stato incriminato insieme al presidente Fatmir Sejdiu e al presidente dell'assemblea Jakup Krasniqi per separatismo dalla polizia serba, con l'accusa di aver "organizzato la proclamazione di uno Stato fasullo in territorio serbo".
Nel dicembre 2009, Nazim Bllaca, ex-agente dei servizi segreti dell'UCK, poi rimasti vicino al partito di Thaçi, ha ammesso di aver ucciso almeno una persona e di aver partecipato a diverse azioni criminali negli interessi del Partito Democratico del Kosovo dopo il conflitto del 1999.

### L'arresto e il trasferimento a L'Aja
Il 24 giugno 2020 Thaçi viene accusato dal Tribunale speciale per il Kosovo a L'Aja di crimini di guerra e crimini contro l'umanità, commessi ai danni di serbi, oppositori politici, albanesi e rom, nell'ambito del conflitto con la  Repubblica Federale di Jugoslavia del 1998-1999. Il successivo 5 novembre, a seguito della conferma delle accuse, si dimette dalla carica di presidente per poi essere arrestato e trasferito nel carcere del tribunale in attesa del processo.